# Praha-Stodůlky
Praha-Stodůlky egy csehországi vasútállomás, Prágában.

## Megközelítés helyi közlekedéssel
- Vonat:   S65

## Vasútvonalak
Az állomást az alábbi vasútvonalak érintik:
- Prága–Hostivice–Rudná u Prahy-vasútvonal

## Szomszédos állomások
A vasútállomáshoz az alábbi állomások vannak a legközelebb:
- Praha-Cibulka
- Praha-Zličín